# Confine tra Estonia e Russia
Il confine tra l'Estonia e la Russia (in estone Eesti-Venemaa piir; in russo Российско-эстонская граница?) descrive la linea di demarcazione tra questi due Stati. Ha una lunghezza di 294 km ed è stato delineato per la prima volta nel 1918, quando l'Estonia dichiarò la sua indipendenza dalla Russia. La demarcazione si estende per lo più lungo le divisioni nazionali, amministrative ed etniche che si sono progressivamente formate a partire dal XIII secolo: la posizione esatta del confine è stata oggetto di controversia e, sebbene sia stata affrontata con la firma di un accordo specifico, nessuna delle due nazioni ha completato il processo di ratifica.

## Caratteristiche

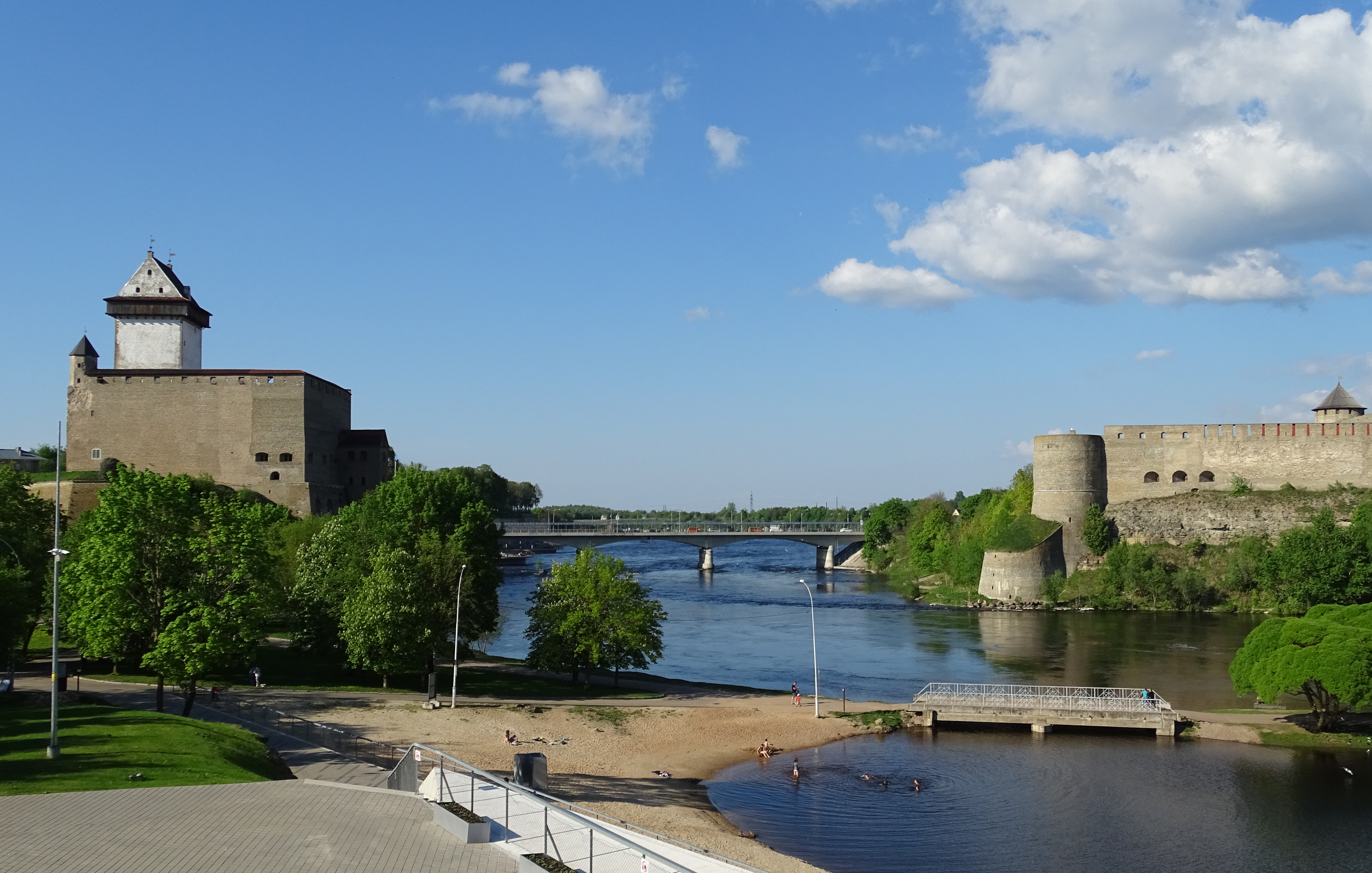
Il castello di Hermann (a sinistra nell'immagine) nella città estone di Narva e la fortezza di Ivangorod (sulla destra) nel comune russo omonimo. Il corso d'acqua segna il confine tra i due Stati

Il confine riguarda la parte orientale dell'Estonia e la parte occidentale della Russia. Ha un andamento generale da nord verso sud.
Inizia dal golfo di Finlandia (golfo del mar Baltico) e termina alla triplice frontiera tra Estonia, Lettonia e Russia.
Il confine segue per lungo tratto il fiume Narva e poi il lago Peipus.

### Valichi di frontiera

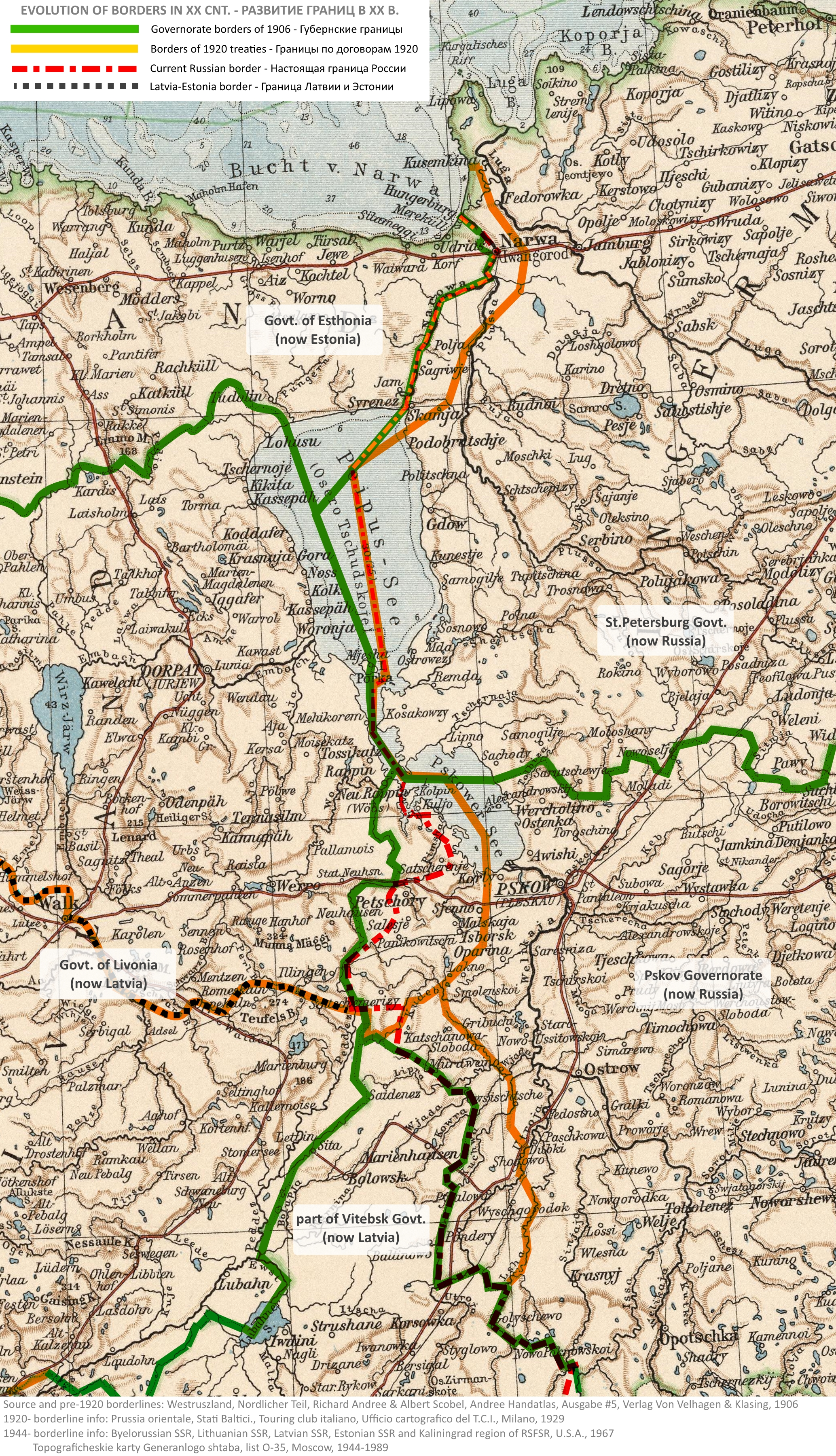
Evoluzione dei confini tra Russia, Lettonia ed Estonia nel XX secolo

L'attraversamento del confine è consentito solo dopo aver eseguito i controlli di frontiera: la maggior parte delle persone ha bisogno di un visto su uno o entrambi i lati del confine. Di seguito un elenco dei valichi a partire da nord:
- Narva-Ivangorod sulla strada E20/1/M11 tra Narva e Ivangorod (aperto a automobili e pedoni di qualsiasi nazione)
- Narva-Ivangorod sulla ferrovia Tallinn-Narva-San Pietroburgo, a Narva e Ivangorod (per passeggeri ferroviari)
- Narva 2-Parusinka su una strada locale a Narva (solo per cittadini o residenti in Estonia e Russia)
- Saatse-Krupp, sulla strada 106 a Saatse (solo per cittadini o residenti in Estonia e Russia)
- Koidula-Pečory sulla ferrovia Valga-Pečory, a Koidula (dal 2020 solo servizio merci)
- Koidula-Kuničina Gora sulla strada 63 a Koidula, vicino alla città di Pečory (per automobili e pedoni di qualsiasi nazione)
- Luhamaa-Šumilkino sulla strada E77/7/A212 che collega Riga a Pskov, vicino al villaggio di Luhamaa (aperto a automobili e pedoni di qualsiasi nazione)

Un altro posto di blocco che esisteva nel 1990 interessava i collegamenti vicino a Pečory e i porti del lago, ma ora questi non sono più operativi.

## Storia

### Costituzione del confine

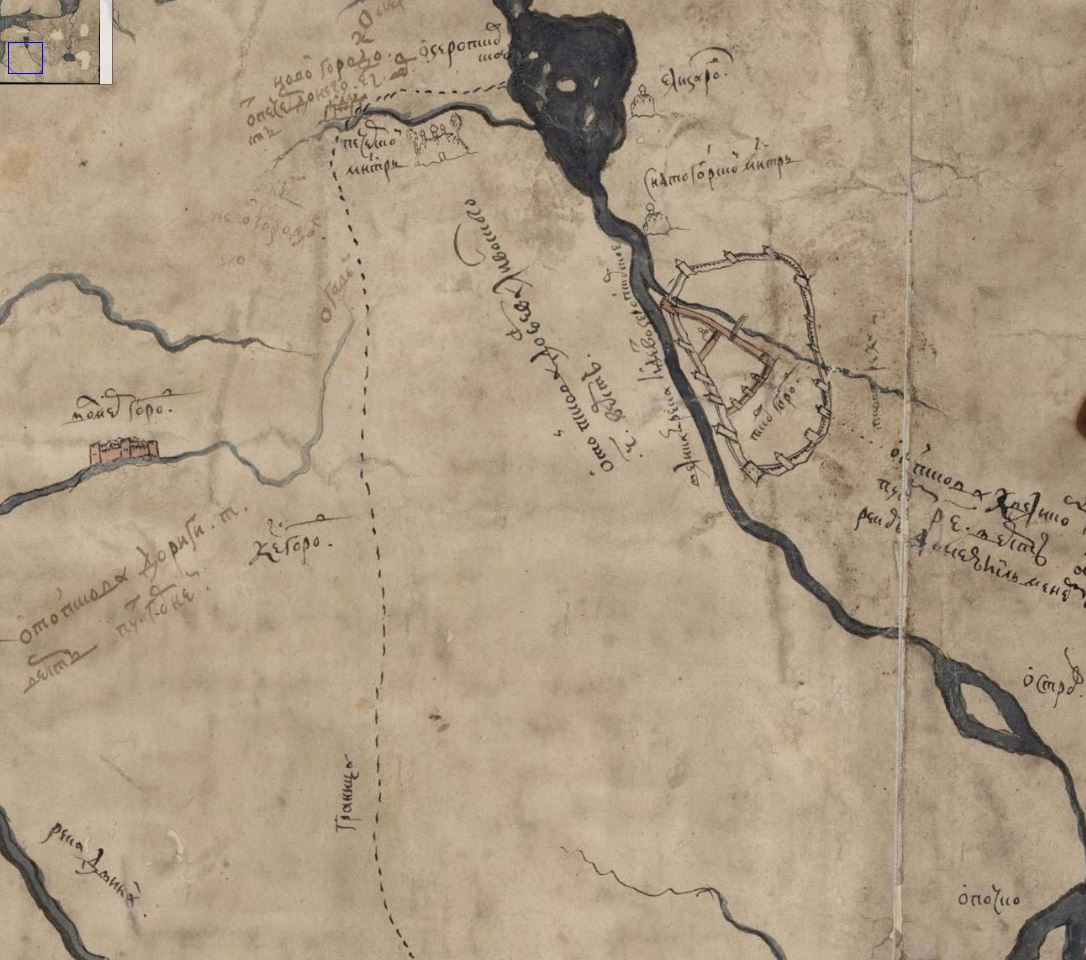
Particolare di un'illustrazione intitolata "Disegno di città russe e svedesi" (metà XVII secolo) che mostra il confine a sud del lago Peipsi (Fonte: РГАДА, разр XVI, дело 387)

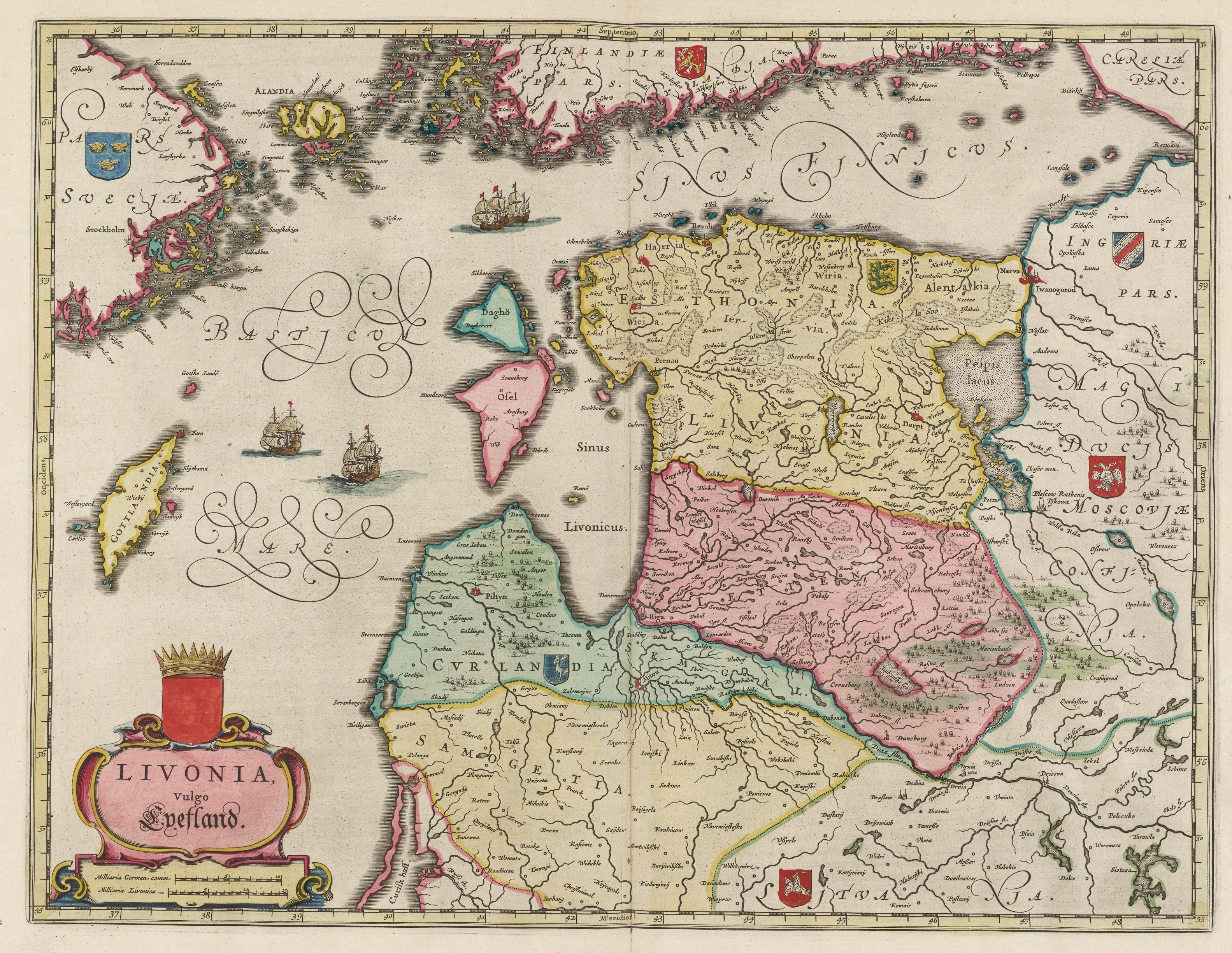
La Livonia e i territori adiacenti nel 1645

Fino al XIII secolo non esistevano rigidi confini tra i popoli baltici, slavi e finnici che popolavano l'Eurasia nord-orientale. I loro rapporti reciproci si basavano su alleanze militari e dinastiche, sui tributi e sul proselitismo religioso, venendo occasionalmente interrotti dalle incursioni militari. La principale potenza nella regione era la Repubblica di Novgorod, la quale comprendeva Pskov, la Carelia e Izora, tutte località che commerciavano in terre estoni vedendole come zone periferiche ma anche quale opportunità di aprire nuovi scambi.  I novgorodiani fondarono un castello e un insediamento ai suoi piedi noto come Yuriev (Tartu), ma non fu in grado di mantenere la sua presenza in Estonia una volta esplosa la crociata livoniana. L'attuale linea di confine tra Russia ed Estonia può essere fatta risalire al XIII secolo, quando lo scontro tra popolazioni autoctone e cavalieri portaspada si fermò alle porte delle terre di Pskov a est del bacino del lago dei Ciudi, del fiume Narva e dei corsi d'acqua minori a sud da il lago. Ulteriori campagne di entrambe le fazioni non portarono alcun guadagno duraturo, ragion per cui da una parte si stanziarono nel corso dei secoli Danimarca, Svezia e Confederazione di Livonia sul lato occidentale e dall'altro Novgorod, Pskov e successivamente la Moscovia a est: quest'ultima edificò delle fortezze nei punti strategici della zona di confine per preservare i possedimenti più periferici. Gli esempi sono vari: si pensi a Vastselinna e Narva sul lato estone, Ivangorod, Yamburg e Izborsk sul lato russo. I trattati di pace confermarono per lo più la linea di confine di base lungo il fiume Narva e il lago, situazione ribadita dalla pace di Teusina (1595) che lasciò il comune di Narva alla Svezia. Nonostante l'ampio commercio transfrontaliero e le popolazioni miste delle terre di confine, la legge, la lingua, la religione dei principati russi rimasero diversi rispetto ai loro vicini occidentali. La Livonia e la Svezia sfruttarono la demarcazione per contenere la potenza del nascente Zarato, impedendo agli artigiani e alle forniture di armi dall'Europa occidentale di entrare in Russia.

### Confine amministrativo in Svezia e Russia

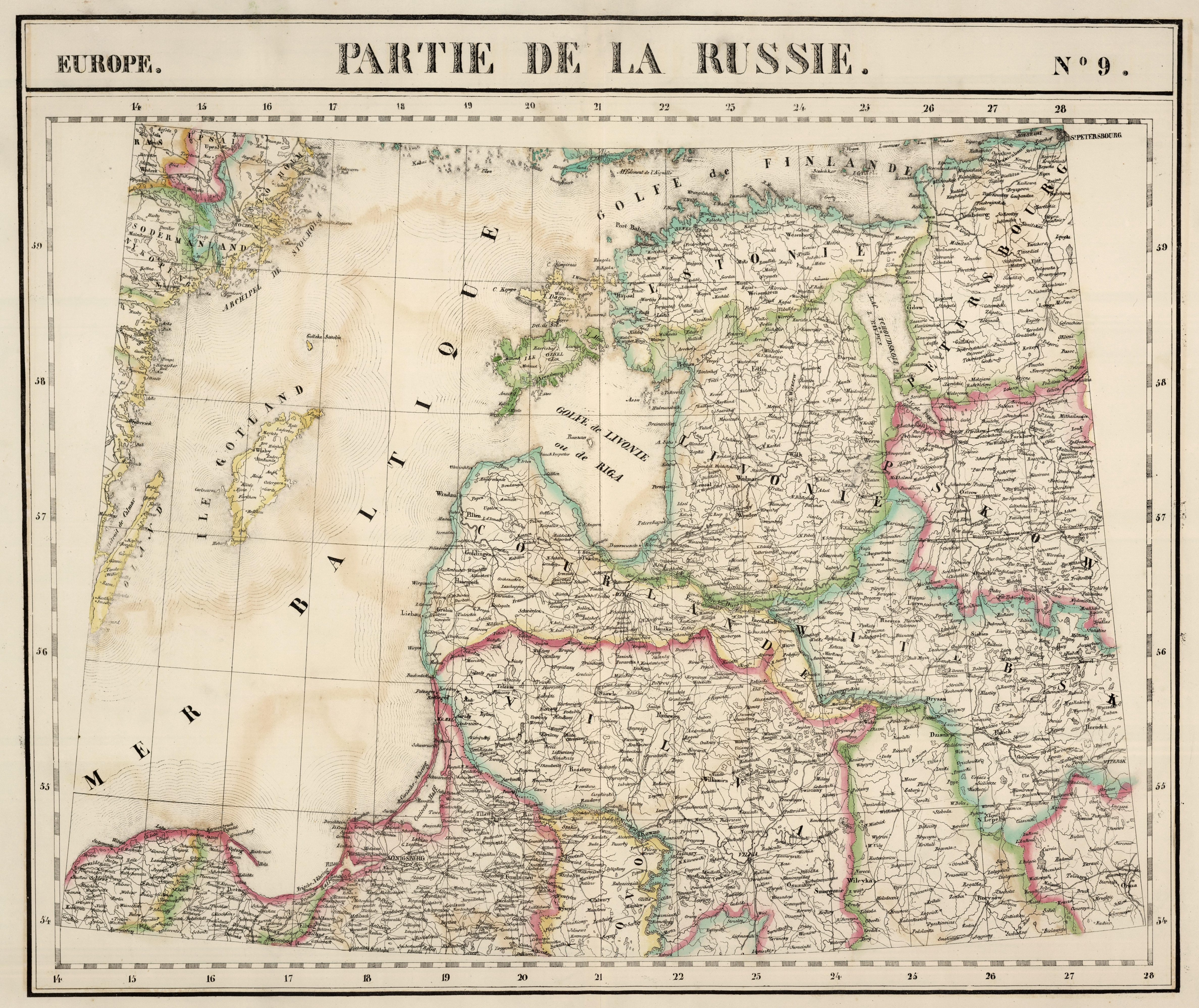
Sezione della Russia europea nell'Atlante universale di geografia fisica e politica, statistica e mineralogia di Philipp Van Der Mellen, 1827

Durante i disordini dell'inizio del XVI secolo in Russia, il Regno di Svezia conquistò l'intera costa novgorodiana dei Paesi baltici orientali e diede vita all'Ingria svedese. Il confine con l'Estonia svedese seguiva il fiume Narva, in modo che l'omonima città situata sul corso d'acqua rimanesse parte dell'Ingria; la divisione tra Russia e Livonia rimase invece a sud del lago. Dopo la grande guerra del Nord, la Russia riconquistò i possedimenti perduti sui Paesi baltici e vi costruì la sua nuova capitale, San Pietroburgo, così come l'Estonia svedese appena conquistata si trasformò presto in un governatorato imperiale. Tuttavia, durante i due secoli del dominio russo i confini orientali dei governatorati dell'Estonia e della Livonia si conservarono perlopiù uguali al passato, così come permasero le divergenze a livello culturale e linguistico. Un cambiamento notevole si verificò in relazione a Narva, per breve tempo non facente parte dal Governatorato di San Pietroburgo durante il regno di Paolo I. Come la Svezia, la Russia non riuscì a ridurre la diversità etnica presente nelle terre oggetto di contesa sin dal tardo Medioevo, sebbene il processo di migrazione fu incentivato e proseguì per due secoli sotto lo Zarato. Tra gli spostamenti più rilevanti figurano i vecchi credenti russi, trasferitisi in Estonia orientale, e i contadini estoni più poveri, stanziatisi nelle parti occidentali dei governatorati di Pskov e San Pietroburgo.

### Istituzione del confine russo-estone e periodo interbellico
Dopo la rivoluzione di febbraio del 1917, il governo provvisorio russo attuò una riforma amministrativa che istituì il Governatorato autonomo dell'Estonia, nel quale furono fusi l'ex Governatorato dell'Estonia e le aree di lingua estone del Governatorato della Livonia. Il 24 febbraio 1918 il suo Consiglio nazionale, il Maapäev, dichiarò l'indipendenza dell'Estonia. Il documento elencava le regioni estoni sottese alla formazione della repubblica e affermava che "la determinazione finale dei confini della Repubblica nelle aree confinanti con la Lettonia e con la Russia sarà portata avanti dal plebiscito dopo la conclusione della guerra mondiale in corso". Tale plebiscito fu compiuto solo nel comune di Narva il 10 dicembre 1917 e la maggioranza votò a favore dell'amministrazione estone. Il governo bolscevico russo accettò i risultati e con decreto emanato il 21 dicembre la città di Narva venne trasferita dalla Repubblica russa al Governatorato autonomo dell'Estonia.
Stando ai termini del trattato di Brest-Litovsk stipulato il 3 marzo 1918 tra la Russia sovietica e la Germania, che a quel tempo controllava tutta l'Estonia, la Russia rinunciò alle sue rivendicazioni sull'Estonia e il confine tra il Granducato di Livonia e la Russia avrebbe dovuto seguire il corso del fiume Narva. Alla fine del 1918 scoppiò una guerra tra la RSFS Russa e l'Estonia, sostenuta dall'esercito nordoccidentale dei Bianchi e dalla marina britannica. Nel febbraio 1919 gli estoni scacciarono l'Armata Rossa in Russia e nell'aprile 1919 il governo bolscevico iniziò i colloqui di pace con l'Estonia. Il governo britannico, tuttavia, esercitò delle pressioni al fine di proseguire la lotta e nel maggio e ottobre 1919 le truppe estoni e russe bianche tentarono due grandi offensive contro Pietrogrado. Poiché entrambe fallirono, i colloqui di pace continuarono e la questione della demarcazione fu sollevata l'8 dicembre 1919. La parte estone propose alla controparte russa di cedere circa 10.000 chilometri quadrati dei governatorati di Pietrogrado e di Pskov a est dei confini prebellici. Il giorno successivo i russi presentarono una propria proposta finalizzata a chiedere la restituzione da parte dell'Estonia di alcuni comuni nella parte nord-est. Nel dicembre 1919 il confine fu concordato seguendo l'allora linea del fronte di battaglia.

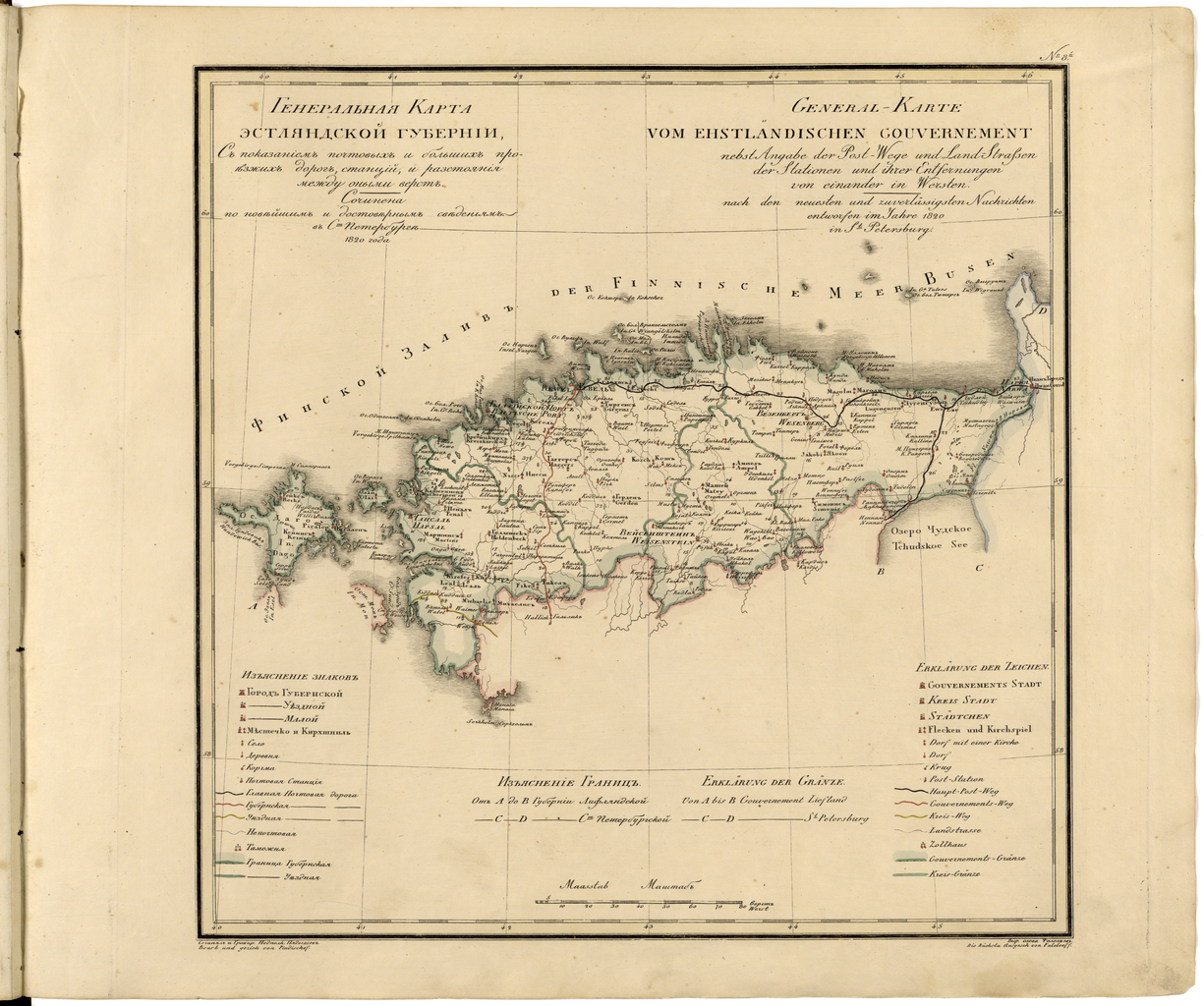
Mappa generale della provincia dellEstland (1820)

In base al trattato di Tartu del 2 febbraio 1920, l'Estonia acquisì dalla RSFS Russa una sottile striscia di terra a est del fiume Narva, che includeva Ivangorod e l'uyezd di Pečorsky con la città di Pečory, e alcune aree a sud-ovest del lago Pskovskoye (in estone Phikva), incluso Izborsk, un insediamento fondato nell'anno 862. La contea di Pečory (in estone Petseri) era abitata prevalentemente da russi e setos e, a differenza di altre regioni dell'Estonia propriamente detta, il suo autogoverno municipale godeva del potere di veto da parte di un ufficiale speciale nominato da Tallinn.
La Russia e l'Estonia decisero di smilitarizzare il vicino confine e l'intero bacino lacustre, lasciando in allerta solo la guardia di frontiera necessaria. Lo sconfinamento del confine da parte della popolazione che viveva immediatamente a ridosso dello stesso divenne un problema comune, tanto da portare a un aumento del contrabbando e delle attività di spionaggio da entrambe le parti. Agli immigrati illegali sovietici di etnia estone fu offerto lo status di rifugiato in Estonia per evitare la loro espulsione in URSS.

### Fine del periodo interbellico ed epoca sovietica

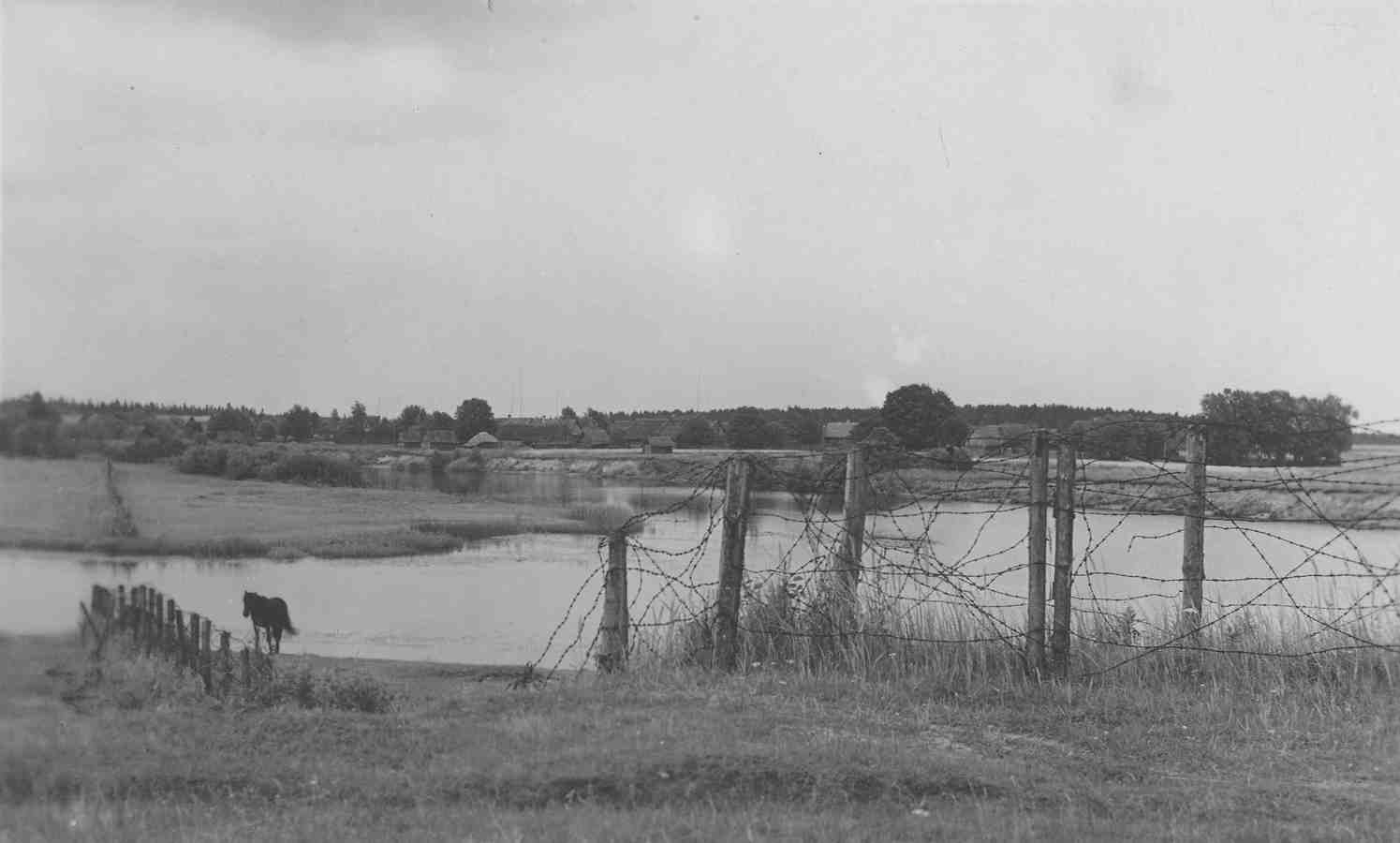
Villaggio di Novaya Arsiya sulla riva del Narva, 1936

Nel 1940 l'Estonia fu annessa all'URSS, convertendo la divisione internazionale precedente in linea di demarcazione amministrativa della neonata RSS Estone e della RSFS Russa. Con il decreto dell'NKVD num. 867 del 6 dicembre 1940 si istituì la zona di sbarramento lungo il vecchio confine per prevenire "[...] intrusioni di spie, terroristi ed elementi anti-rivoluzionari" in terra sovietica. Alle guardie di frontiera si assegnò il compito di consentire il transito solo alle persone in possesso del permesso richiesto.
Durante l'invasione nazista del 1941-1944, la repubblica estone fu convertita nel Generalbezirk Estland del Reichskommissariat Ostland. Il confine russo-estone funse da limite orientale con la sezione dell'oblast di Leningrado posseduta dai tedeschi, rinominata Reichsgau Ingermanland e ritenuta "pulita a livello razziale". Quest'ultima comprendeva Narva e gli insediamenti circostanti, i quali erano dunque distaccati dal Generalbezirk Estland. Secondo i piani originali del Lebensraum nazista, invece di costituire un Reichsgau, il territorio dell'Estland, ribattezzato Peipusland, avrebbe dovuto essere ampiamente esteso verso est fino al fiume Volchov, per consentire agli estoni di essere reinsediati lì e ai tedeschi di rimpiazzarli in Estonia.
Nel 1944 la Germania iniziò la sua ritirata dai paesi baltici; con un decreto emesso dal parlamento sovietico il 23 agosto 1944, la maggior parte delle aree di confine in precedenza cedute all'Estonia nel 1920 (comprese Pečory, Izborsk e le terre a est del fiume Narva) non appartenne più alla RSS Estone. Altre conquiste estoni del 1920, tra cui l'isola di Pogranichniy o di Piirisaar sul lago, rimasero in mano all'Estonia. Il comune di Narva, sito su entrambe le parti del fiume, fu diviso in una sezione occidentale (Narva) e in una orientale (Ivangorod), replicando così la divisione così come tracciata nel XVI secolo.
Nel 1957 il Soviet Supremo autorizzò un piccolo scambio di territori tra le due repubbliche sovietiche nella zona di confine a sud dei laghi, formando la semi-exclave russa Dubki e il famoso stivale estone di Saatse. Da quel momento i confini delle repubbliche sovietiche furono completamente tracciati e non si applicò più alcun controllo frontaliero. Su entrambi i lati del confine amministrativo esistevano scuole per le comunità di lingua russa ed estone. Esisteva anche un discreto servizio di trasporto tra le due aree, che includeva autobus, treni e traghetti.

### Periodo di transizione e stato attuale

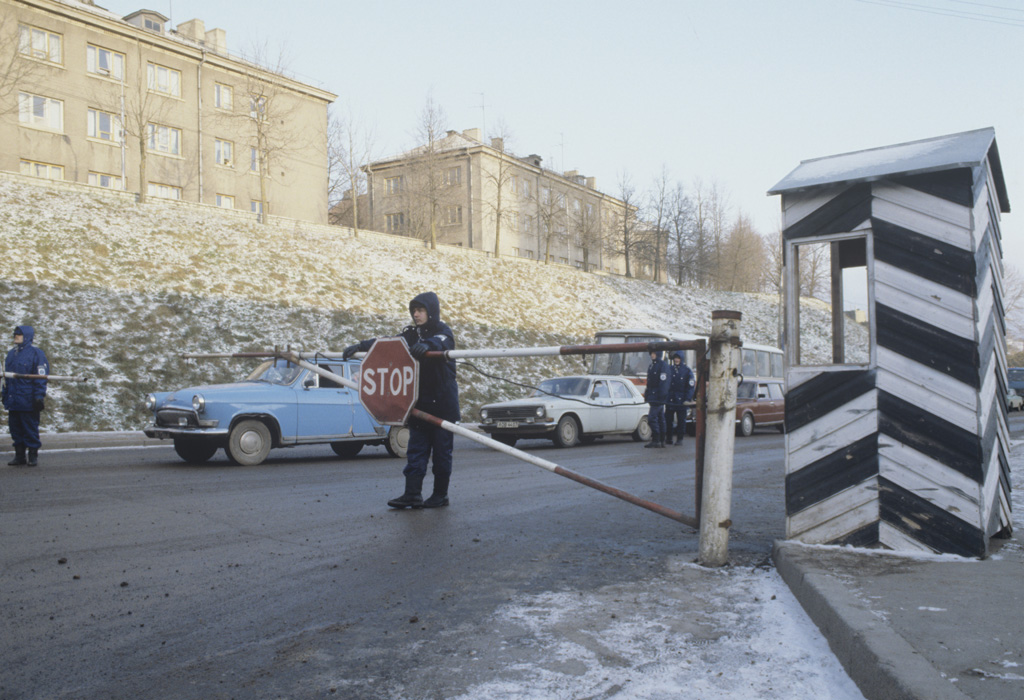
Traffico presso l'ufficio doganale allora recentemente installato a Narva, dicembre 1991

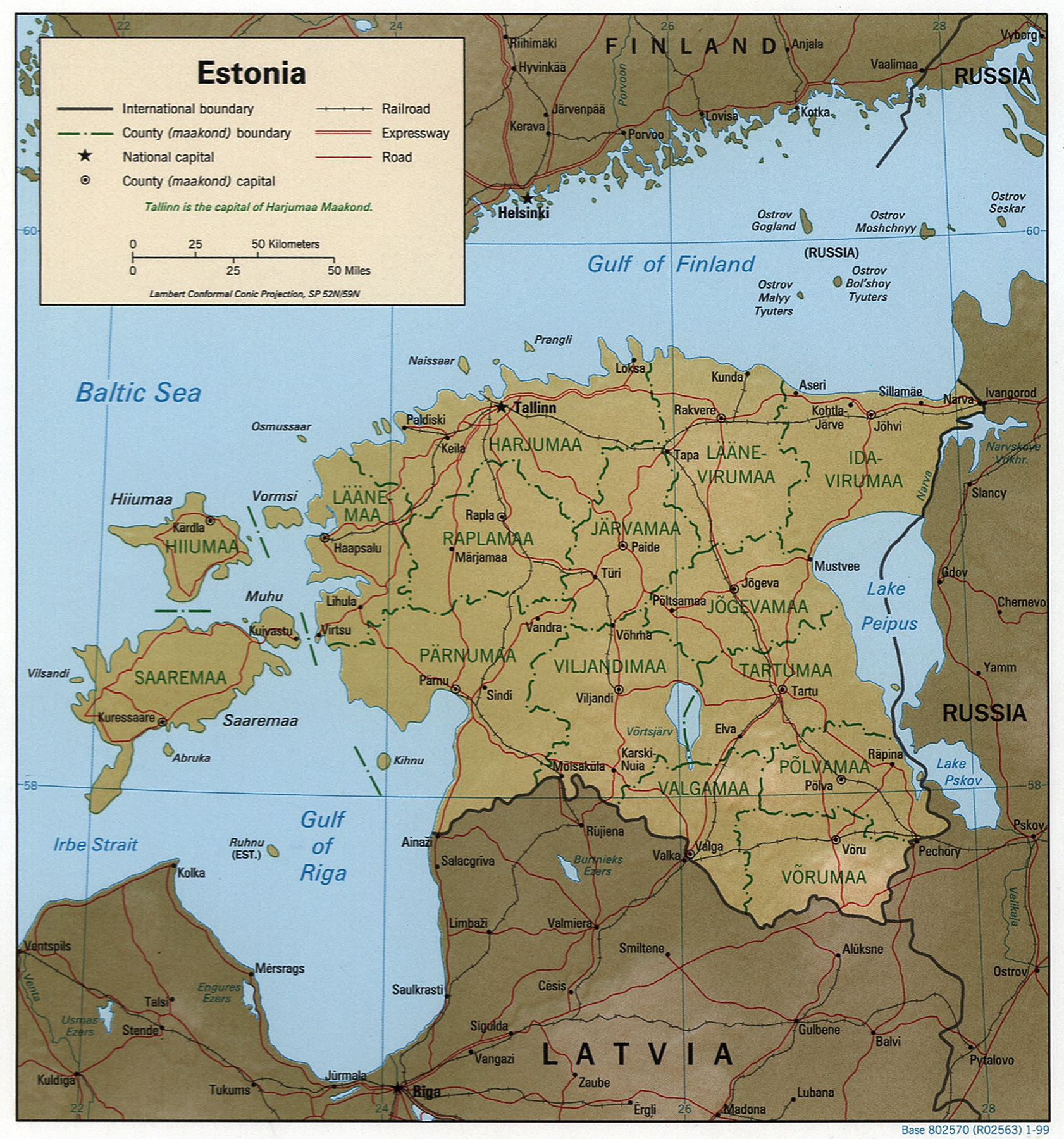
Mappa dell'Estonia, CIA, 1999

Nel 1991 l'URSS andò incontro alla dissoluzione e l'Estonia riacquisì la sua indipendenza. Il confine amministrativo divenne de facto il confine nazionale della Russia e dell'Estonia che godeva di un precedente riconoscimento formale, della definizione della delimitazione e dell'istituzione dei punti di passaggio. Durante i primi anni del 1990 ci furono tentativi di diffondere un sentimento filo-estone oltre il confine russo, dove i cartelloni pubblicitari invitavano i delegati locali a partecipare al Congresso dei cittadini dell'Estonia e indicavano i punti di riferimento del confine posti lungo la frontiera del 1920. Per i russi che vivono nel distretto di Pečory, le autorità estoni per l'immigrazione hanno offerto la cittadinanza estone a condizioni molto più agevolate rispetto alla maggior parte dei russi in Estonia. La Russia ha proposto una politica simile relativamente alla naturalizzazione dei non cittadini residenti che vivono in Estonia. Nel 1993 a Narva fu condotto un plebiscito in cui si rivendicava l'autonomia, ma la corte estone ne invalidò i risultati.

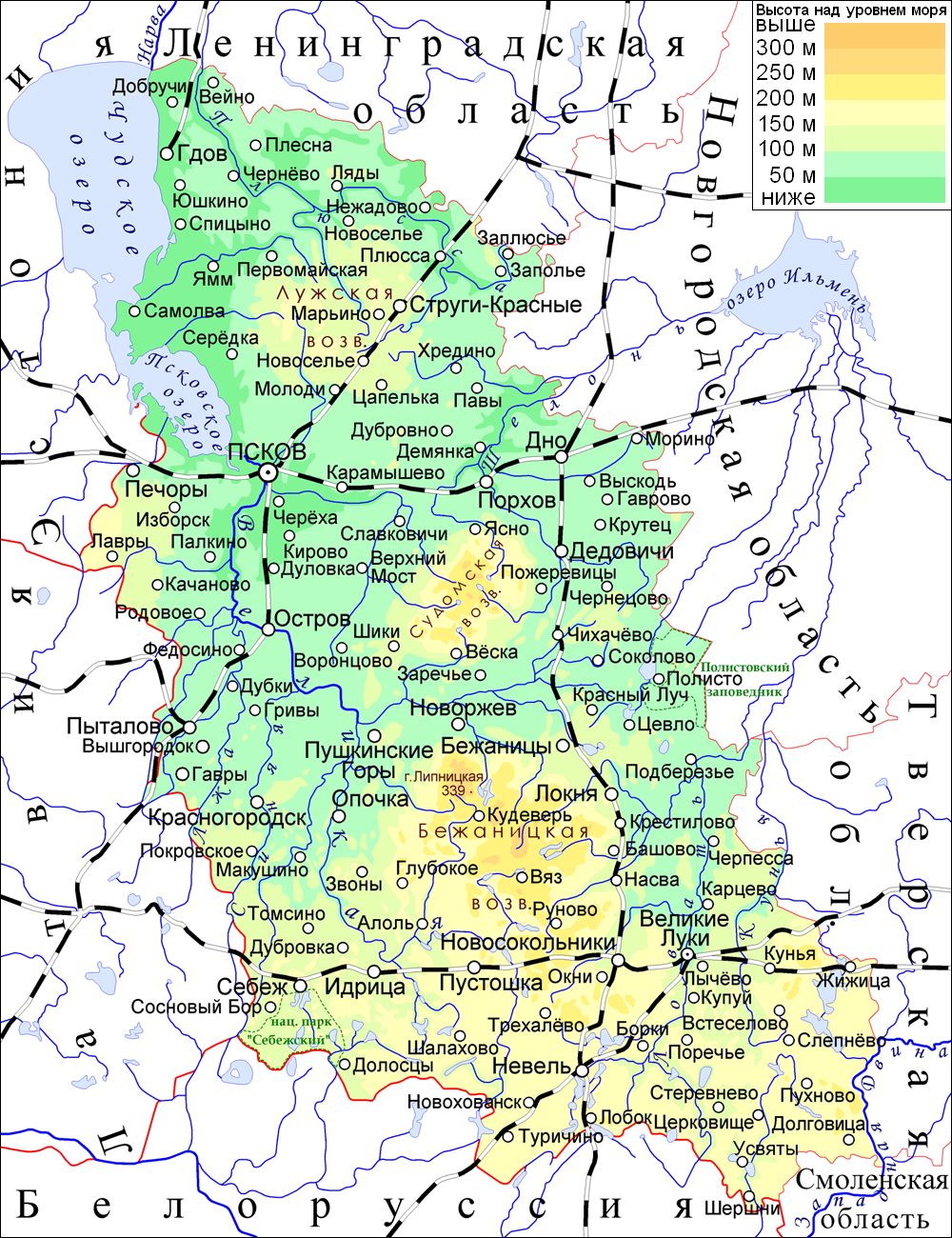
Mappa dell'oblast' di Pskov (Russia)

Nel 1994 è stato delimitato dalle autorità russe l'attuale confine, soprannominato "linea di controllo". I colloqui sulla definizione della demarcazione sono iniziati con Vassiliy Svirin e Ludvig Chizhov a rappresentare la controparte russa e con Raul Malk e Jüri Luik a rappresentare il governo estone. Al di là della mancata accettazione da parte della Russia dei riferimenti estoni al confine del 1920, i colloqui sono stati complicati dalle diversità delle coordinate indicate dalle parti. Nel 1995 fu concordato il confine esistente, che si estendeva principalmente lungo quello amministrativo sovietico. Un'eccezione ha riguardato la zona nei pressi di un piccolo lago locale (11,4 km²) e scambi territoriali minori (128,6 ettari). Ad arenare i lavori è stata la richiesta di scambiare lo stivale di Saatse con alcune aree nei pressi di Meremäe e Värska. Nel 1999 sono stati finalizzati i termini dell'accordo sulle frontiere e nel 2005 questo è stato firmato da entrambe le parti. Tuttavia, durante la fase di ratifica, la delegazione estone ha aggiunto un preambolo che si riferiva al trattato del 1920 per giustificare una possibile controversia territoriale, ragion per cui Mosca si è rifiutata di procedere oltre e ha rinnegato il documento.
Nel 2014 i ministri degli esteri dei due paesi hanno firmato la nuova intesa sulle frontiere senza il preambolo contestato, oltre a concordare anche il trattato del confine marittimo in riferimento alla baia della Narva e al golfo di Finlandia. Entrambi gli accordi sono stati sottoposti alla ratifica parlamentare in Estonia e Russia, pur tuttavia con scarsi progressi per ragioni politiche. Nel 2017 il ministro degli esteri russo Sergej Lavrov ha sostenuto che la Russia avrebbe preso in considerazione l'idea della ratifica "una volta che le relazioni bilaterali saranno migliorate in modo costruttivo". Nel 2017-2018 il Partito Popolare Conservatore Estone (EKRE) ha proposto di cessare la validità dell'accordo sulle frontiere del 2014 richiamando gli eventi accaduti in Ucraina. Nel 2019 il presidente del parlamento estone ha affermato che l'intesa può essere ratificata solo se il confine segue i termini del trattato del 1920. Nell'agosto 2020 il trattato non era stato ancora ratificato da nessuno dei due StatI. Il confine a oggi è ancora quello del 1995, a discapito dei vari trattati non ratificati.

## Attrezzature
In quanto confine orientale dell'UE e della NATO, entrambe le parti stanno investendo pesantemente nella fornitura di adeguati equipaggiamenti di controllo con mezzi volti a limitare il rischio di sconfinamenti. Dopo l'incidente diplomatico del 2014 che ha portato alla detenzione dell'ufficiale di polizia estone Eston Kohver, Tallinn ha ribadito la necessità di stabilire la linea di demarcazione in modo definitivo con l'obiettivo di "prevenire attraversamenti illegali involontari". Entro la fine del 2020, l'intero lato estone del confine avrebbe dovuto essere dotato di strutture di sorveglianza, una recinzione lunga 110 km e una strada per gli ATV dei poliziotti: il costo dell'operazione, non ultimata per via dello scoppio della pandemia di COVID-19, era stato stimato in 179 milioni di euro. Dal 2017 a oggi sono stati installati oltre cinquecento indicatori lungo il confine terrestre e 175 boe a palo sui laghi. Tallinn ha inoltre ammodernato i suoi principali posti di frontiera localizzati a Narva e Luhamaa, nel Sud del paese.

## Transito

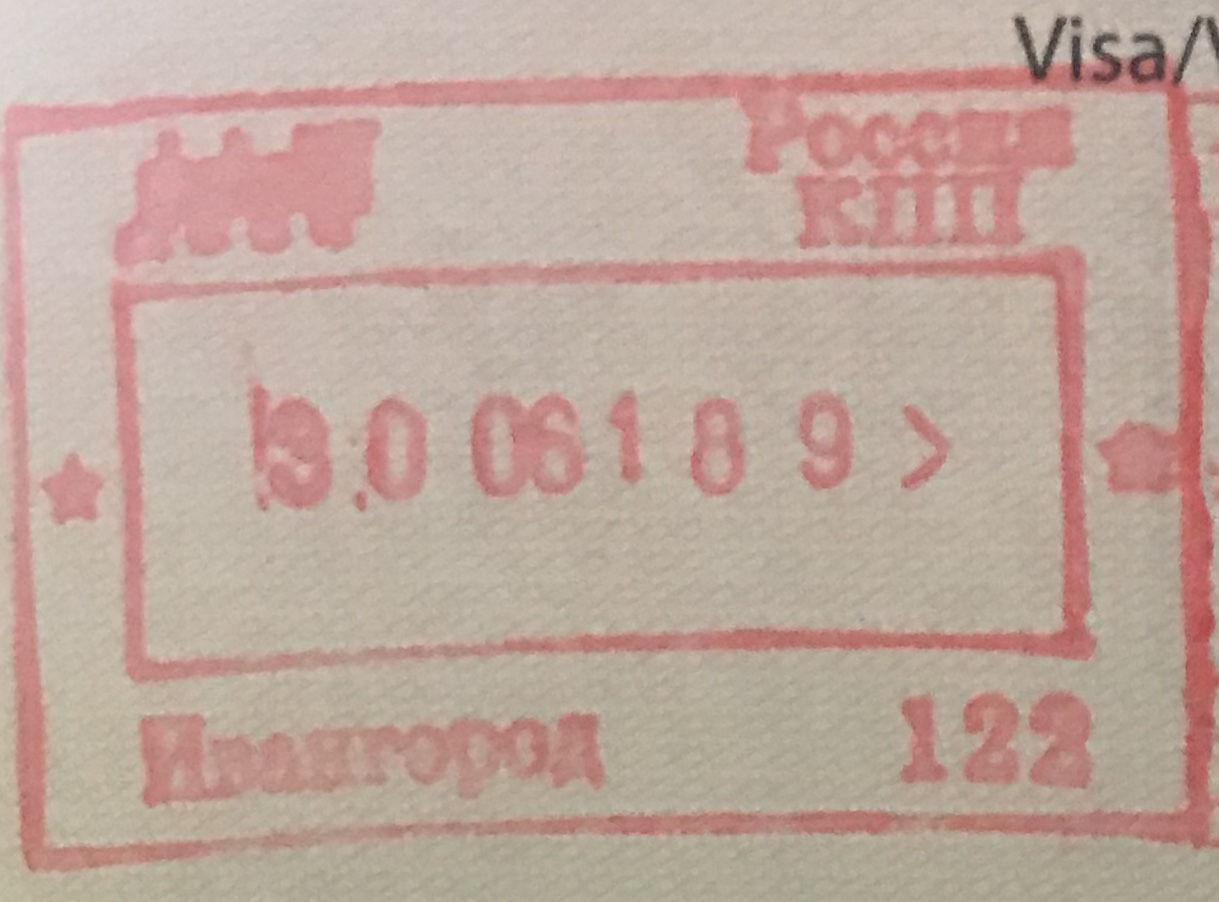
Timbro russo rilasciato dalla stazione ferroviaria di Ivangorod

La Russia ha istituito un regime di zone di sicurezza di frontiera lungo i suoi confini occidentali. L'area di 5 km adiacente al confine può essere visitata dalla popolazione non locale solo se si ottiene un permesso per motivi turistici, d'affari o privati. Esistono posti di blocco interni sulle strade e i pescatori russi sul lago Chudskoye e sul fiume Narva sono tenuti a dare una comunicazione ogni volta che intendono salpare e tornare in porto prima del tramonto; il transito ai valichi di frontiera non richiede tali permessi. Fino a quando l'accordo di confine non sarà ratificato, lo stivale di Saatse rimarrà sottoposto alle autorità della Russia; può essere attraversato liberamente da e verso l'Estonia dai centri di Värska e Ulitina senza controlli purché non vengano effettuate soste in transito.
Per affrontare il problema delle enormi code di frontiera di autovetture e autocarri, dal 2011 Tallinn richiede ai viaggiatori in partenza di prenotare il proprio turno al posto di controllo di frontiera, per via telematica o telefonicamente. I russi hanno in passato pianificato di dare vita a un sistema simile, ma non si è mai andati oltre dei semplici test.
All'inizio degli anni 1990 ha iniziato a crearsi un canale stabile di contrabbando di armi dall'Estonia alla Russia attraverso il confine scarsamente controllato, causando gravi incidenti. I volumi di transito russo-europeo attraverso l'Estonia, un tempo essenziali per gli esportatori russi, sono in calo dal 2007, in parte a causa delle tensioni politiche, in parte a causa della costruzione del porto marittimo di Ust-Luga.